# Federica Ranchi
Federica Ranchi (* 5. Mai 1939 in Triest; † 15. Mai 2025) war eine italienische Filmschauspielerin.

## Leben
Ranchi war in ihrer Zeit als Schülerin am Liceo Linguistico, im Alter von 17 Jahren, von einer Mitarbeiterin der Produktionsgesellschaft Cines durch ein Bild, das sie mit ihrer Ballettgruppe zeigte, entdeckt worden und absolvierte erfolgreich ein Vorsprechen für Leonardo De Mitris dramatische Komödie Moglie e buoi… .
Nach mehreren Rollen und knapp sechs Jahren für die Regisseure Valerio Zurlini und Gillo Pontecorvo sowie einigen – schauspielerisch wenig herausfordernden – Genrefilmen, bei denen sie üblicherweise in Rollen sensibler und zerbrechlicher Frauen besetzt wurde, heiratete sie 1963 einen griechischen Reeder und zog sich schließlich aus dem Showgeschäft zurück, wobei sie sogar einen von Dino De Laurentiis angebotenen Fünfjahresvertrag ablehnte.
Sie ist die Großmutter der Schauspielerin und Fitnessmodel Flavia Sgoifo.

## Filmografie
- 1956: Moglie e buoi…
- 1957: Das Leben ist ohne Gnade (La grande strada azzurra (Squarciò))
- 1959: Die Musketiere des Teufels (I cavalieri del diavolo)
- 1959: Der schwarze Bogenschütze (L'arciere nero)
- 1959: Wilder Sommer (Estate violenta)
- 1960: Die Rache des Herkules (La vendetta di Ercole)
- 1960: Maciste, der Rächer der Pharaonen (Maciste nella valle dei re)
- 1961: Frauen für die Teufelsinsel (Le prigioniere dell'isola del diavolo)